# Алі аль-Муктафі
Алі аль-Муктафі (*877/878 — 13 серпня 908) — 17-й володар Багдадського халіфату в 902—908 роках. Тронне ім'я з арабської мови перекладається «Однією сутністю з Богом». Повне ім'я — Абу Мухаммад Алі ібн Ахмад аль-Мутадід аль-Муктафі біллах.

## Життєпис

### Молоді роки
Походив з династії Аббасидів. Старший син халіфа аль-Мутадіда від тюркської наложниці Чічек. Народився у 877 або 878 році. При народженні отримав ім'я Алі. Здобув гарну освіту, особливо в управлінні та військовій справі. Протягом 895—898 років обіймав посади валі (намісника) в Реї (Північна Персія), Казвіні, Кумі та Хамадані. У 899 році призначено валі важливої провінції аль-Джазіра (Північно-Західний Ірак). У 890 році також стає валі в Рацці. На цій посаді очолив війська, що мали придушити карматський рух в Аравії, проте Алі зазнав поразки. У 902 році після смерті батька рушив з Ракки до Багдада, де його забезпечив присягу сановників та військовиків візир аль-Касім ібн Убайдаллах. Алі став новим халіфом під ім'ям аль-Муктафі.

### Володарювання
Новий правитель загалом намагався продовжити політику свого попередника. Разом з тим він зменшив покарання, які було запроваджено аль-Мутадідом. Також ліквідовано підземні в'язниці останнього. Намагаючись поліпшити становище селян в Саварі (Нижня Месопотамія) халіф повернув деякі землі, конфісковані батьком та зменшив податки на землю. При цьому деякий час аль-Муктафі обмірковував думку щодо повернення столиці до Самарри, але швидко відмовився від цього через великий кошторис.
В державному управлінні значну вагу набув візир аль-Касім ібн Убайдаллах, який зумів відсторонити від посад або стратити декількох впливових сановників та військовиків. Також домігся заручин сина халіфа зі своєю донькою. В цей період почалося протистояння двох бюрократичних кланів — Банул-Фурата і Банул-Джарра, в якому значну роль відігравав візир аль-Касім. Після смерті останнього у 904 році значну силу при дворі халіфа набрав клан Бануль-Джарра.
У 902 році наказав продовжувати морські походи до Егейського моря, розпочатих за попереднього халіфа. В результаті було сплюндровано острова Лемнос, Тенедос, місто Абідос, взято в облогу Фессалоніки. Це викликало напруження з візантійською імперією в Кілікії, прибережні землі якої зазнали спустошень з боку супротивника. Але аль-Муктафі не наважився на відкриту війну з візантійцями.
У 903 році аль-Муктафі розпочав військову кампанію проти карматів, які чим далі становили все більшу небезпеку владі халіфату на Близькому Сході. Сам володар залишився в Рацці, відправивши проти карматів військовиків Мухаммада ібн Сулеймана аль-Катіба, Бадра аль-Хаммамі та аль-Хусейна ібн Хамдана. Війська останніх перемогли карматів біля Дамаску та Хама, звільнивши усю Північну Сирію.
Після цього успіху, скориставшись послабленням Тулунідів, халіф у 904 році відправив війська на чолі з Ахмадом ібн Кайгалаґхом, які повністю захопили Сирію, після чого стрімко вдерлися до Палестини. Послаблене військо Тулунідів не чинило значного спротиву, що дало змогу аббасидським загонам досягти Нілу. У 905 році добуто остаточну перемогу, владу Тулунідів повалено, а Єгипет приєднано до халіфату. Невдовзі почалося повстання в Єгипті, яке очолив один з родичів повалених Тулунідів. Протягом 905—906 років точилися бойові дії. Лише у травні 906 року його остаточно придушено.
За відсутності значних військ халіфа в Сирії, кармати знову тут активізувалися. Їх загони атакували Дамаск, Тіверію та інші міста північної Палестини та південної Сирії. Після цього в облогу було взято місто Куфа, сплюндровано області вздовж Євфрату. Боротьба з карматами з перемінним успіхом тривала протягом 906 року. В цей час останні захопили та пограбували три великі каравани, що йшли до Мекки. Втім у січні 907 року у вирішальній битві при Аль-Кадісії (південна Месопотамія) військам карматів завдано нищівної поразки. Цим забезпечено захист Близького Сходу на тривалий період.
У 906 році відправив війська проти Візантійської імперії. Останні сплюндрували землі в Малій Азії до річки Галіс, втім без значного успіху. Потім у 907 році не підтримав візантійського військовика Андроніка Дуку, який повстав проти імператора і захопив місто Іконій. Останній зрештою втік до Багдада. Того ж року аббасидський флот на чолі з Рашиком ар-Вардамі (відомим у візантійців як Лев Триполітанський) зазнав важкої поразки від візантійського флоту на чолі з Гімеріосом. У 908 році аль-Муктафі уклав мирний договір з імператором Левом VI.
В цей час аль-Муктафі був тяжко хворим. Тому рішення щодо спадкоємця трону взяли на себе візирі та інші сановники. Вони відкинули кандидатуру досвідченого ібн аль-Мутазза і обрали як такого малолітнього брата халіфа — Джафара, розраховуючи правити замість нього. Халіф формально підтримав це рішення. Він помер у серпні 908 року.

## Родина
- Абдуллах (905—949), 22-й халіф у 944—946 роках
- Мухаммад
- Джафар
- Аль-Фадл
- Абудл-Малік
- Абдул-Самад
- Муса
- Іса